# 比利·比恩
威廉·拉瑪爾·比恩（英語：William Lamar Beane，1962年3月29日—），暱稱比利·比恩（Billy Beane），生於美國佛羅里達州奧蘭多，前職業棒球員、球探與企業家，1997年出任美國職棒大聯盟奧克蘭運動家球隊的總經理，2015年球季出任奧克蘭運動家的球團副總裁。他利用棒球統計學的數據作為決策依據，帶領運動家隊以少許經費立足於美國職棒大聯盟。

## 生平
比利·比恩在1980年第一輪二十三順位被紐約大都會選中，開始職棒生涯，但生涯成績平平。他曾經待過紐約大都會、明尼蘇達雙城、底特律老虎、奧克蘭運動家；後轉任球探，並於1997年成為奧克蘭運動家隊總經理。
1999年從克里夫蘭印地安人隊挖角擅長棒球統計的總經理助理保羅·德波德斯塔（Paul DePodesta），2002年用統計分析分派球員上場並創下美聯破紀錄的20連勝；其新奇的球隊管理經營方式也因作家麥可·路易士的《魔球—逆境中致勝的智慧》（Moneyball: The Art of Winning an Unfair Game）一書而聞名。保羅·德波德斯塔於2004年被挖角去洛杉磯道奇隊擔任總經理，比恩的方法被多支球隊模仿後也影響他們之後的成績。

## 流行文化
2011年電影《魔球》（Moneyball），以他成為奧克蘭運動家球隊總經理後，挖角並重用保羅·德波德斯塔帶領球隊的故事為題材。比利·比恩的角色由布萊德·彼特演出。